# 国体筋

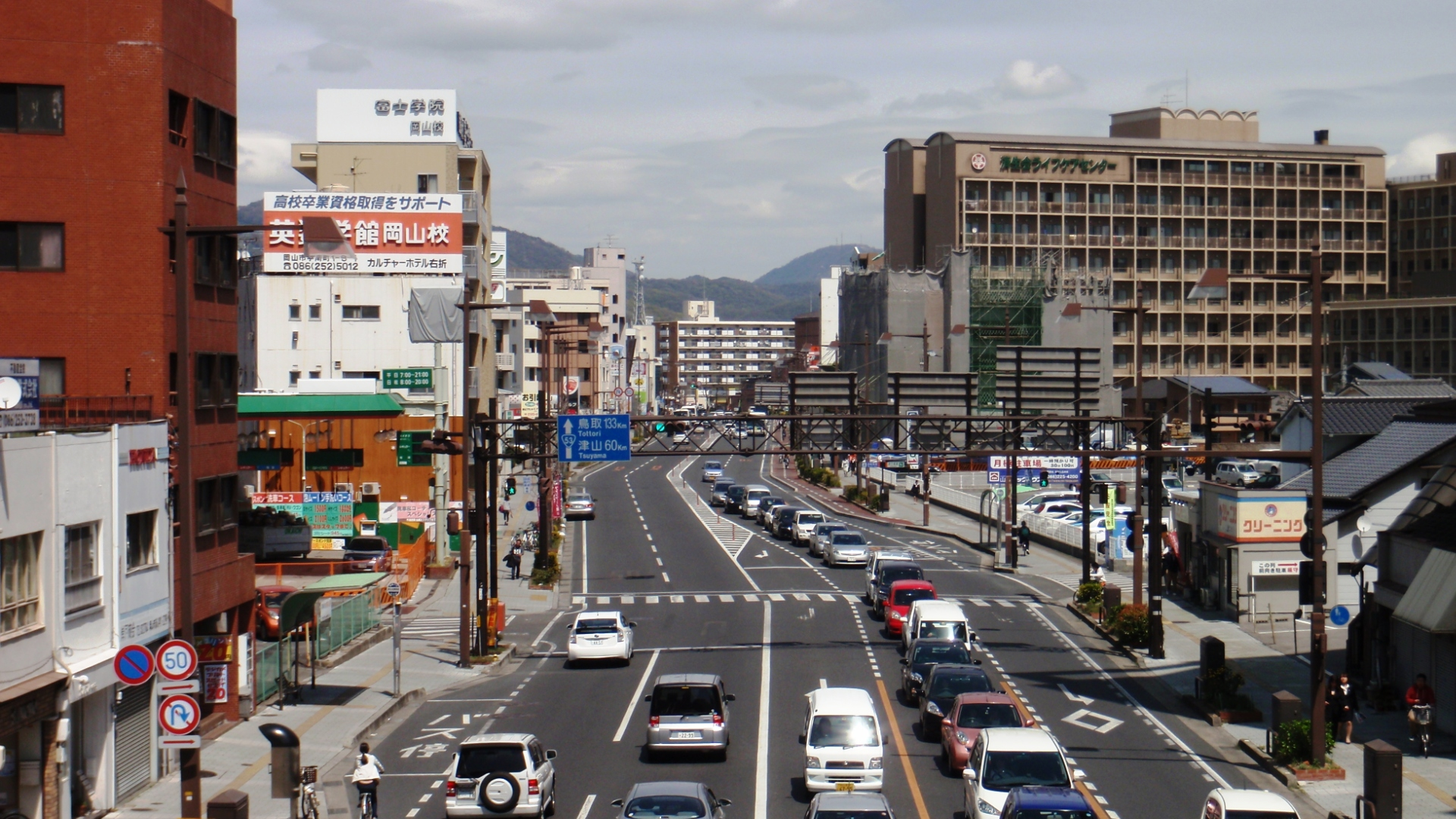
起点の清心町交差点から

国体筋（こくたいすじ）は、岡山県岡山市北区の清心町交差点から岡大入口交差点に至る全長約1.2kmの国道53号の愛称である。2005年に行われた岡山市第3回道路愛称募集において命名された。

## 概要
岡山空港や山陽自動車道岡山ICと岡山市街を結ぶメインルートであり、加えて岡山県内の各地域から岡山市の都心部に向かう際のメインルートの1つでもある。岡大入口交差点から岡山北バイパス分岐点までの区間は慢性的な渋滞状態が多いため、混雑時はその区間の渋滞の車列がこの国体筋まで続いていることも多い。
また、岡山大学へ向かう自転車が多く、大半の区間では自転車モデル事業として、歩道の拡幅により自転車道と歩道の分離がなされている。
なお、岡山市による愛称命名以前より1962年の岡山国体以後、岡山駅西口より岡山県総合グラウンドに沿った区間は国体道路と通称されていた。

## 交差する道路
- 上側が北側、下側が南側。左側が西側、右側が東側。
- 交差する道路の特記がないものは市道。
- キロポストは南側から北側へ振られている。

| 交差する道路            | 交差する道路                        | 交差する場所 | 路線番号 | 岡山から (km) |
| ----------------------- | ----------------------------------- | ------------ | -------- | ------------- |
| 岡山市道岡山大学方面    | 県道96号岡山赤穂線                  | 岡大入口     | 国道53号 | 3.7           |
| 国道53号鳥取・津山方面  | 県道96号岡山赤穂線                  | 岡大入口     | 国道53号 | 3.7           |
| -                       |                                     | 運動公園     | 国道53号 | 3.2           |
|                         |                                     | 国体町       | 国道53号 | 2.9           |
| 国道180号新見・総社方面 | 国道53号（国道180号）備前・玉野方面 | 清心町       | 国道53号 | 2.4           |
| ＜西口筋＞              |                                     |              |          |               |

## 沿道施設
- 岡山県総合グラウンド
  - JFE晴れの国スタジアム
  - ジップアリーナ岡山（旧岡山県体育館）
  - 水泳場
- リーセントカルチャーホテル
- ロイヤルホスト岡山学南店
- 岡山商科大学附属高等学校
- OSKスポーツクラブ岡山
- 岡山フェアレーン
- ノートルダム清心女子大学
- 岡山済生会総合病院 ライフケアセンター